# Chasagt Chajrchan uul
Chasagt Chajrchan uul (mong. Хасагт хайрхан уул) – góra w południowo-zachodniej Mongolii, na terenie ajmaku gobijsko-ałtajskiego. Stanowi część pasma Ałtaju Gobijskiego. Wznosi się na wysokość 3578 m n.p.m. 
Szczyt wraz z otoczeniem od 1965 roku należy do rezerwatu przyrody powołanego dla ochrony wysokogórskiego alpejskiego krajobrazu. Jest to ostoja wielu zagrożonych gatunków: dzikiej owcy, ałtajskiego wapiti, irbisa, dzikiej kozy. Znajdują się tu buddyjskie jaskinie służące medytacji, lecznice źródła, a także zabytki, m.in. pochodzące z VII wieku baby kamienne, miejsca pochówku Turków Orchońskich. Na wysokości 1400 metrów leży jezioro Ereen nuur. W jego otoczeniu znajdują się największe w kraju wydmy nazywane „śpiewającymi”, których piaski wydają charakterystyczny dźwięk przy powiewie wiatru lub po obsunięciu przez człowieka.